# Nad Ogródki
Nad Ogródki (940 m) – jedna z turni szczytowych w masywie Trzech Koron w Pieninach. Jest jedną z pięciu większych turni w tym masywie. Pozostałe to: Okrąglica, Niżnia Okrąglica, Płaska Skała i Pańska Skała. Wśród nich Nad Ogródki jest najdalej wysunięta na zachód, ale nie jest ostatnią skałą w Masywie Trzech Koron – jeszcze dalej na zachód jest turnia Pod Ogródki w lewych zboczach Wąwozu Sobczańskiego, ale ona jest już o tyle niżej, że nie zalicza się do turni szczytowych.
Nad Ogródki od najwyższej turni Okrąglicy oddzielona jest przełęczą Pod Zawiesę. Podobnie jak pozostałe turnie Trzech Koron zbudowana jest z twardych wapieni rogowcowych serii pienińskiej i opada na południe prawie pionową ścianą. Pomiędzy turniami rosną powykrzywiane buki i niewielki płat górnoreglowych świerków. Rejon tych turni charakteryzuje się odrębnością gatunkową porastających go roślin. Znaleziono tu aż 7 gatunków roślin nie występujących w innych miejscach Pienin.
Skalne urwiska pod turnią Nad Ogródki to tzw. Ogródki będące siedliskiem rzadkich gatunków ptaków. W 1933 r. na szczycie tej turni meteorolodzy zamontowali totalizator opadowy.
Skała znajduje się w Pienińskim Parku Narodowym w granicach wsi Sromowce Niżne, w województwie małopolskim, w powiecie nowotarskim, w gminie Czorsztyn.

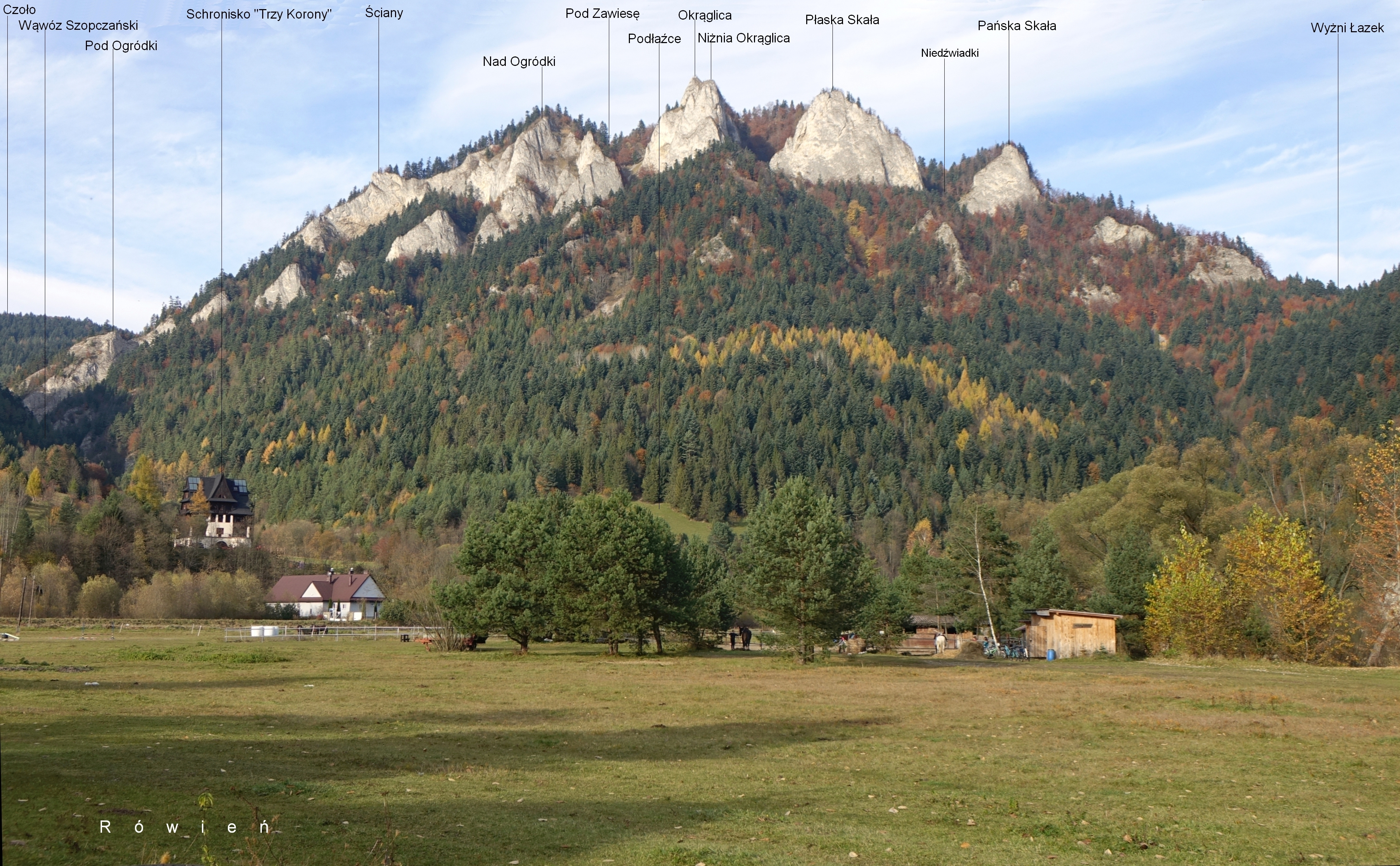
Widok ze Sromowiec Niżnych